# مؤسسه فیپس برای مطالعه، درمان و پیشگیری از سل
مؤسسه فیپس برای مطالعه، درمان و پیشگیری از سل (انگلیسی: Phipps Institute for the Study, Treatment and Prevention of Tuberculosis) موسسه‌ای در دانشگاه پنسیلوانیا است که در سال ۱۹۰۳ با کمک مالی هنری فیپس، شریک تجاری سابق اندرو کارنگی تأسیس شد. دکتر اِزموند آر. لانگ از سال ۱۹۳۵ تا زمان بازنشستگی در سال ۱۹۵۵ مدیر این مؤسسه علمی-پژوهشی بود.